# Національний парк Бандінгіло
Національний парк Бандінгіло, іноді його називають Бадінгіло, — це національний парк, розташований у регіоні Екваторія у Південному Судані. Парк охоплює колишні штати Центральна Екваторія та Східна Екваторія. Він був заснований у 1992 році. Розташований у лісистій місцевості біля річки Білий Ніл. Площа парку понад 10,000 km2.  Парк відомий у світі великими болотами, що простягаються до штату Джонглі та найбільшою популяцією копитних у світі.
У 2007 році аерозйомка показала, що на півдні Судану збереглася міграція травоїдних тварин. Тоді науковці нарахували 900 000 біловухих кобів та кілька сотень тисяч інших мігруючих антилоп. Міграція була оголошена другою найбільшою у світі щорічною міграція тварин, що відбувається, коли кілька видів антилоп, у тому числі бохорська редунка, тіанг (підвид антилопи топі) і біловухий коб, переміщуються між парком Бандінгіло та національним парком Бома. Перший підрахунок тварин був сенсаційним. Ця новина облетіла увесь світ, адже протягом 25 років ніхто не знав, чи живі тварини. У Судані багато років йшла громадянська війна, і тварин увесь цей час ніхто не бачив. Але антилопи і міграція вижили. Науковці вважають, що саме їх міграція і врятувала тварин, адже вони постійно рухалися, і уникали браконьєрів та бойових дій. У 2021 році було оцінено, що міграція включала 1 мільйон кобів і 200 000 топі.  Повітряний підрахунок тварин 2023 року, дав нові дані, які показали, що це, можливо, найбільша міграція у світі, яка перевищує піграцію в Серенгеті. В ній беруть участь 5 мільйонів біловухих кобів, 350 000 монгальських газелей, 300 000 топі і 160 000 бохорських редунк.  Міграція відбувається з січня по червень. Тварини переміщаються з Бандінгіло в національний парк Бома та національний парк Гамбелла в Ефіопії. Назад вони повертаються з листопада по січень. Водночас, підрахунок показав суттєве падіння популяції тварин, що не мігрують, таких як буйволи, зебри, бородавочники та леви.
Парк Бандінгіло також є домом для таких видів, як нубійська жирафа, північно-африканський гепард і північний лев, що знаходяться під загрозою зникнення. Крім того, тут зустрічається африканська дика собака, каракал і плямиста гієна. У парку живуть великі популяції птахів, за оцінками 2021 року їх різноманіття сягає 400 видів. Бандінгіло визнаний територією, важливою для орнітології.
Під час вологого сезону луки Бандінгіло затоплюються. А під час сухого сезону відбувається велике горіння. Це допомагає підтримувати здорову екосистему луків.

## Історія
6 липня 2011 року, за три дні до того, як Південний Судан офіційно відокремився від Судану, адміністративний штаб парку був офіційно відкритий на церемонії перерізання стрічки під керівництвом губернатора Центральної Екваторії Клемента Вані. Це стало першим кроком до збереження популяції тварин у регіоні.
У серпні 2022 року Африканські парки підписали з урядом Південного Судану 10-річну угоду про управління національними парками Бандінгіло та Бома з можливістю продовження угоди. До цього парками керували Міністерство екології та лісового господарства та Міністерство охорони дикої природи та туризму. 

## Охорона
22-річна війна між Суданом і Південним Суданом, здається, не надто вплинула на популяцію мігруючих тварин на території, яку тепер охоплює парк.  Але розвиток молодої країни породив нові загрози. Новий збройний конфлікт тривав приблизно з 2013 по 2020 рік. Крім того поширення браконьєрства та наявність великої кількості зброї у населення теж створює великі виклики для популяції тварин. Станом на 2021 рік природоохоронці не могли відслідковувати наслідки для популяцій тварин і середовищ існування.
Незважаючи на те, що парк є великим заповідником дикої природи, парк знаходиться в межах нафтової концесії Total SA, що потенційно піддає його геодезичним дослідженням і бурінню. Південний Судан має значні запаси нафти, що створює додаткові причини для хвилювань природоохоронців вже багато років. 